# 十和田町
十和田町（とわだまち）は、かつて秋田県鹿角郡にあった町。現在の鹿角市十和田にあたる。

## 沿革
- 1955年（昭和30年）3月31日 - 鹿角郡毛馬内町・錦木村が新設合併して、十和田町が発足。
- 1956年（昭和31年）
  - 3月20日 - 鹿角郡小坂町の一部を編入。
  - 9月30日 - 鹿角郡大湯町と新設合併し、改めて十和田町が発足。
- 1969年（昭和44年）8月1日 - 鹿角郡花輪町と境界の一部を変更。
- 1970年（昭和45年）5月1日 - 花輪町と境界の一部を変更。
- 1972年（昭和47年）4月1日 - 鹿角郡花輪町・尾去沢町・八幡平村と新設合併し、鹿角市が発足。同日十和田町廃止。

## 交通

### 鉄道
- 日本国有鉄道（国鉄）花輪線
  - 十和田南駅

### 道路
一般国道
- 国道103号
- 国道104号
- 国道282号

## 施設・旧跡・行事など
- 大湯環状列石
- 大湯温泉
- 毛馬内の盆踊

## 著名出身者
- 坂田祐（教育者） - 旧: 大湯町出身
- 奥寺康彦（プロサッカー選手、指導者） - 旧: 大湯町出身
- 巴富士俊英（力士）